# Estado de Oyo
El estado Oyo (yoruba Ọyọ) es un estado del sudoeste de Nigeria.

## Localidades con población en marzo de 2016
- Afijio 185,700
- Akinyele 297,600
- Atiba 236,400
- Atisbo 154,500
- Egbeda 398,500
- Ibadan North 432,900
- Ibadan North East 465,700
- Ibadan North West 216,400
- Ibadan South East 374,400
- Ibadan South West 397,700
- Ibarapa Central 145,100
- Ibarapa East 164,600
- Ibarapa North 140,900
- Ido 146,200
- Irepo 170,300
- Iseyin 359,100
- Itesiwaju 179,000
- Iwajowa 144,500
- Kajola 281,700
- Lagelu 208,100
- Ogbomosho North 279,400
- Ogbomosho South 141,000
- Ogo Oluwa 91,600
- Olorunsogo 114,300
- Oluyole 285,900
- Ona-Ara 373,100
- Orelope 146,100
- Ori Ire 209,900
- Oyo East 174,300
- Oyo West 191,700
- Saki East 153,100
- Saki West 383,900
- Surulere 197,200

## Historia
El Estado Oyo fue creado el 3 de febrero de 1976 tras la división de la antigua Región del Oeste. El 27 de agosto de 1991 la parte este del estado se separó del mismo, formando el Estado Osun.

## Geografía
El Estado Oyo limita al sur con el Estado Ogun, al este con el Estado Osun, al norte con el Estado Kwara, y al oeste con Benín.
Las principales ciudades son: Ibadán, Ogbomosho, Oyo, Iseyin, Shaki Igboho, Kisi, Igbo-Ora, Okeho, Ileto y Lalupon.

## Divisiones
El Estado está dividido en 32 LGAs (Local Government Areas, "Regiones de Gobierno Local"): Afijo, Akinyele, Egbeda, Ibadan Central, Ibadan North-East, Ibadan South-West, Ibadan South-East, Ibarapa, Ido, Ifedapo, Ifeloju, Irepo, Iseyin, Kajola, Lagelu, Ogbomosho North, Ogbomosho South, Oyo West, Atiba, Atigbo, Saki East, Itesiwaju, Iwajowa, Ibarapa North, Iyamapo/Olorunsogo, Oluyole, Ogo-Oluwa, Surulere, Orelope, Orire, Oyo y Ona-Ara.